# Manfred Zucker

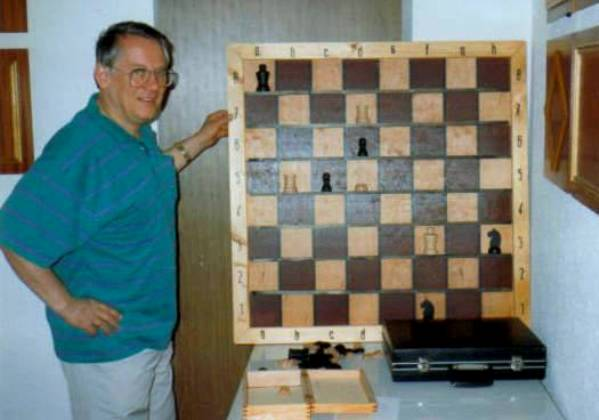
Manfred Zucker auf dem Schachkomponistentreffen am 12. März 1993 in Augustusburg.
Das Schachbrett zeigt ein von ihm komponiertes Problem mit der Forderung: Weiß setzt matt in 4 Zügen (auf d5 steht ein weißer Springer).

Manfred Zucker (* 15. April 1938 in Chemnitz; † 23. Oktober 2013 ebenda) war ein Schachkomponist, Redakteur und Schachspieler.

## Redakteur
1960 gehörte Zucker zum Gründungstrio der Schachecke in der Regionalzeitung Volksstimme (Karl-Marx-Stadt), die am 1. Januar 1963 mit der Zwickauer Kreiszeitung Freie Presse fusionierte. Unter ihrem neuen Namen wurde die Schachecke der Freien Presse bekannt und nach dem Tode von Herbert Küchler und Helmut Klug ganz von Zucker übernommen. Von April 1973 bis 2000 leitete er in Schach sehr erfolgreich die Rubrik Probleme und Studien. Er war seit 1972 Internationaler Preisrichter für Schachkomposition und hatte in dieser Funktion etwa einhundert Einsätze, darunter zweimal für die FIDE-Alben.
In den letzten Jahren übernahm er als Redakteur die Mehrzüger- und Selbstmattabteilung der Zeitschrift für Schachkomposition Problem-Forum und trat regelmäßig als Vortragender bei den jährlichen Schachkomponistentreffen in seiner Region auf. Zwei seiner Vorträge führten ihn bis nach Biel zu den Kunstschachfreunden in der Schweiz. Von ihm erschienen über 50 Fachartikel zur Komposition in Schachzeitschriften.

## Schachkomposition
Zucker war seit den 1950er Jahren als Komponist aktiv. Sein erster Urdruck, ein Selbstmatt in fünf Zügen, erschien 1956 in der Zeitschrift Schach. 1983 gewann er die 2. DDR-Meisterschaft im Problemschach mit einem Matt in sieben Zügen. Selbstmatt und Mehrzüger gehörten zu seinen favorisierten Richtungen, wobei er strenge Ökonomie im Einsatz der Mittel bevorzugte. Er komponierte auch einige Studien.
|   | a | b | c | d | e | f | g | h |   |
| 8 |   |   |   |   |   |   |   |   | 8 |
| 7 |   |   |   |   |   |   |   |   | 7 |
| 6 |   |   |   |   |   |   |   |   | 6 |
| 5 |   |   |   |   |   |   |   |   | 5 |
| 4 |   |   |   |   |   |   |   |   | 4 |
| 3 |   |   |   |   |   |   |   |   | 3 |
| 2 |   |   |   |   |   |   |   |   | 2 |
| 1 |   |   |   |   |   |   |   |   | 1 |
|   | a | b | c | d | e | f | g | h |   |

Lösung:
1. Se3! (droht 2. Sxd5 nebst 3. Sc3 und 4. Tb3/Tb5 Mustermatt)

1. … d4

2. Sc4+ Ka4

3. a3 h4 (d3)

4. Tb4 Mustermatt und Echo zur Drohung.
|   | a | b | c | d | e | f | g | h |   |
| 8 |   |   |   |   |   |   |   |   | 8 |
| 7 |   |   |   |   |   |   |   |   | 7 |
| 6 |   |   |   |   |   |   |   |   | 6 |
| 5 |   |   |   |   |   |   |   |   | 5 |
| 4 |   |   |   |   |   |   |   |   | 4 |
| 3 |   |   |   |   |   |   |   |   | 3 |
| 2 |   |   |   |   |   |   |   |   | 2 |
| 1 |   |   |   |   |   |   |   |   | 1 |
|   | a | b | c | d | e | f | g | h |   |

Lösung:
Satzspiel: 1. … Kd4 (der einzig mögliche Zug von Schwarz) 2. Df4 matt

Es folgt ein Zugwechselmanöver, in welchem die Dame ein Trapez beschreibt.
1. Df3! T beliebig auf d-Linie, aber weder Td4 wegen Db3# noch Td3 wegen Dxd3#

2. De4+ Td4 Er muss zurück in die Fessel.

3. De6+ Td5

4. Df7 Rückkehr, Zugzwang. Kd4 

5. Df4 Mustermatt
Josef Mikulcak fand dieses Tempoverlustmanöver bereits ein halbes Jahrhundert früher, vgl. Die Schwalbe, Nr. 114, Juni 1937, Aufgabe Nr. 4715.

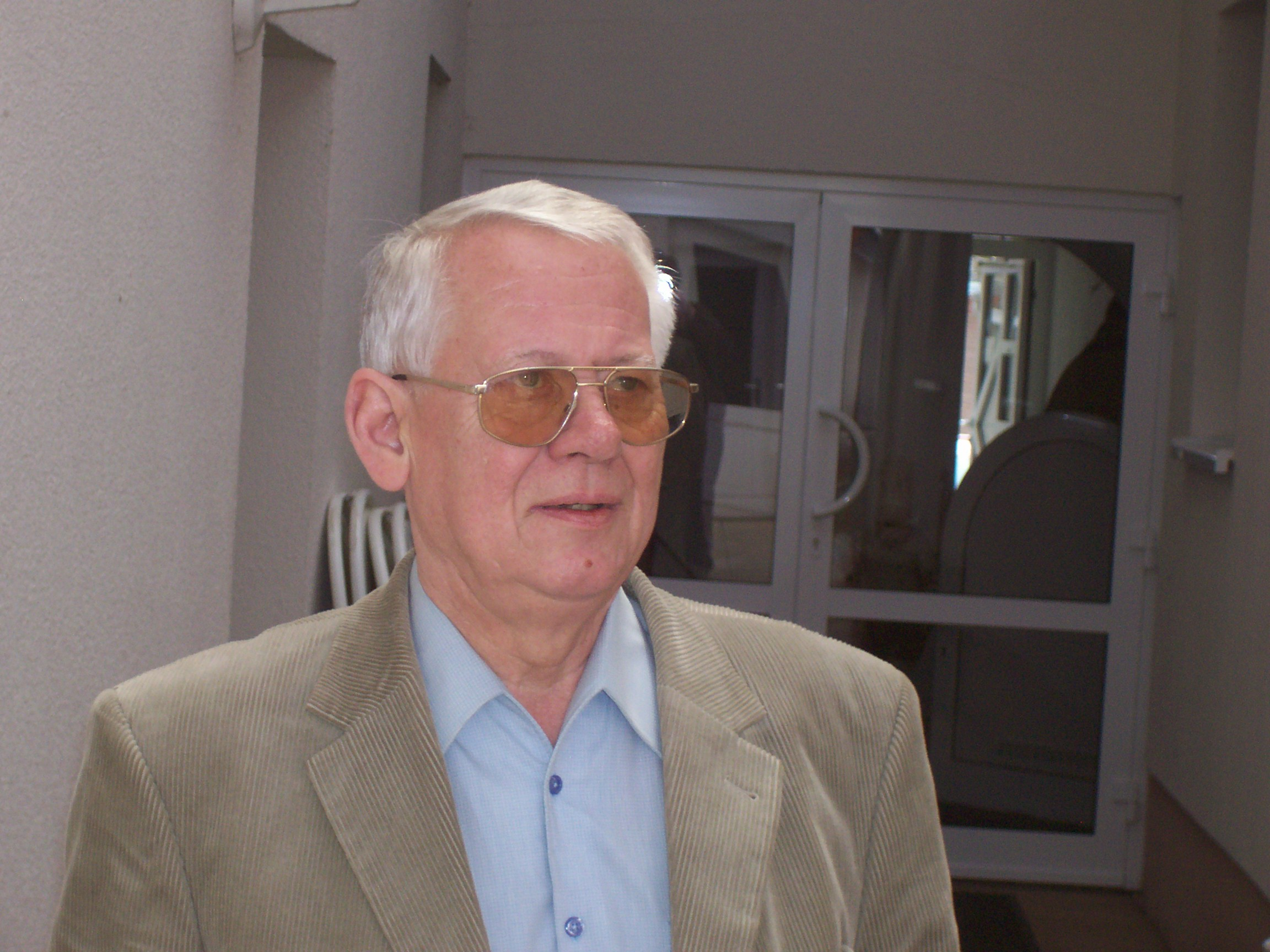
Manfred Zucker auf dem Schachkomponistentreffen am 13. April 2008 in Döbeln

## Schachspieler
Zucker erlernte das Schachspiel im Kindesalter und schloss sich im Alter von 15 Jahren der BSG Motor IFA Karl-Marx-Stadt, heute TSV IFA Chemnitz, an. Er spielte von der 3. Kreisklasse bis zur DDR-Oberliga in allen Spielklassen und schaffte es im Einzel Anfang der 1960er Jahre bis zum Dreiviertelfinale der DDR-Meisterschaft in Torgau. Er spielte bis ins Alter noch aktiv für seinen Verein.

## Privat
Zucker erlernte nach dem Abitur den Beruf eines Großhandelskaufmanns und war bis zu seinem Ruhestand Geschäftsführer in einer Einkaufs- und Liefergenossenschaft des Handwerks.
Seine (früh verschiedene) Frau Heidi unterstützte ihn bei seiner umfangreichen Tätigkeit als Redakteur lange Zeit tatkräftig. Zucker starb an den Folgen einer Darmoperation.

## Publikationen
- Fritz Hoffmann; Günter Schiller; Karl-Heinz Siehndel; Manfred Zucker: 407 Aufgaben und Studien. Sportverlag, Berlin, 1984. ISBN 3-88805-350-1.
- Manfred Zucker: Ausgewählte Schachaufgaben. Herausgegeben von Winfried E. Kuhn und Godehard Murkisch im Selbstverlag, Göttingen, 1989.
- Degenkolbe, Mirko (Hrsg.) u. a.: Sachsendreier: Böttger – Fiebig – Zucker: 3 × 70 ausgewählte Schachaufgaben von Horst Böttger, Reinhardt Fiebig & Manfred Zucker; sowie die Entscheide der Jubiläumsturniere "Böttger-Fiebig-70" und "Zucker-70". Udo Degener Verlag, Potsdam, 2008. ISBN 978-3-940531-05-6.